# Lepidozona stohleri
Lepidozona stohleri is een keverslakkensoort uit de familie van de Ischnochitonidae. De wetenschappelijke naam van de soort is voor het eerst geldig gepubliceerd in 1985 door Ferreira.